# Gaulês Ludovisi
O Gaulês Ludovisi, ou Gaulês suicida (por vezes chamado "gálata"), é uma cópia romana de mármore de uma estátua grega do período helenístico. Tem esse nome devido ao fato de pertencer à coleção de antiguidades da poderosa família Ludovisi, e foi recuperada no século XVII. Pertence hoje à coleção do Museu Nacional Romano e está exibida no Palazzo Altemps, em Roma.

## Origem
A estátua é provavelmente uma cópia romana do século II d.C. a partir de um original de bronze feito entre 230 e 220 a.C. O original provavelmente fazia parte de um conjunto de estátuas encomendadas pelo rei Átalo I de Pérgamo, para comemorar sua vitória sobre os gálatas ou gauleses, um antiga tribo celta que havia difundido grupos para a região da Anatólia (atual Turquia) após terem saqueado do santuário de Delfos em 279 a. C.
Uma hipótese considera que essa estátua compunha um conjunto, do qual também faz parte o famoso "Gaulês moribundo" e o menos conhecido "Gaulês ajoelhado", inspirado nas esculturas do pedimento do templo de Afaia, em Egina. Para isso, tal interpretação aponta que o rei tinha laços expressivos com a ilha e uma política cultural voltada para a construção de um ambiente de erudição, com referências clássicas, e autopromoção.

## Descrição
A escultura faz parte do que se convencionou chamar de Escola de Pérgamo da escultura, com representações realistas do movimento de corpos, com músculos e expressões faciais mostrando sofrimento e pathos. Um guerreiro começa a enterrar sua espada em seu próprio peito, enquanto olha para trás em postura desafiadora e ainda segura com o braço esquerdo uma mulher, talvez sua esposa, que está falecendo. O sangue começa a jorrar de sua ferida, tal como no caso do Gaulês moribundo. O tipo de penteado, o bigode e a capa característica indicam que se trata de um guerreiro gálata, conforme a convenção iconográfica da época da criação do original. Sua nudez também aparece nas fontes antigas como característica desses guerreiros, embora também possa ser interpretada como a tradicional representação heróica do guerreiro nu grego.

## Recuperação e influência

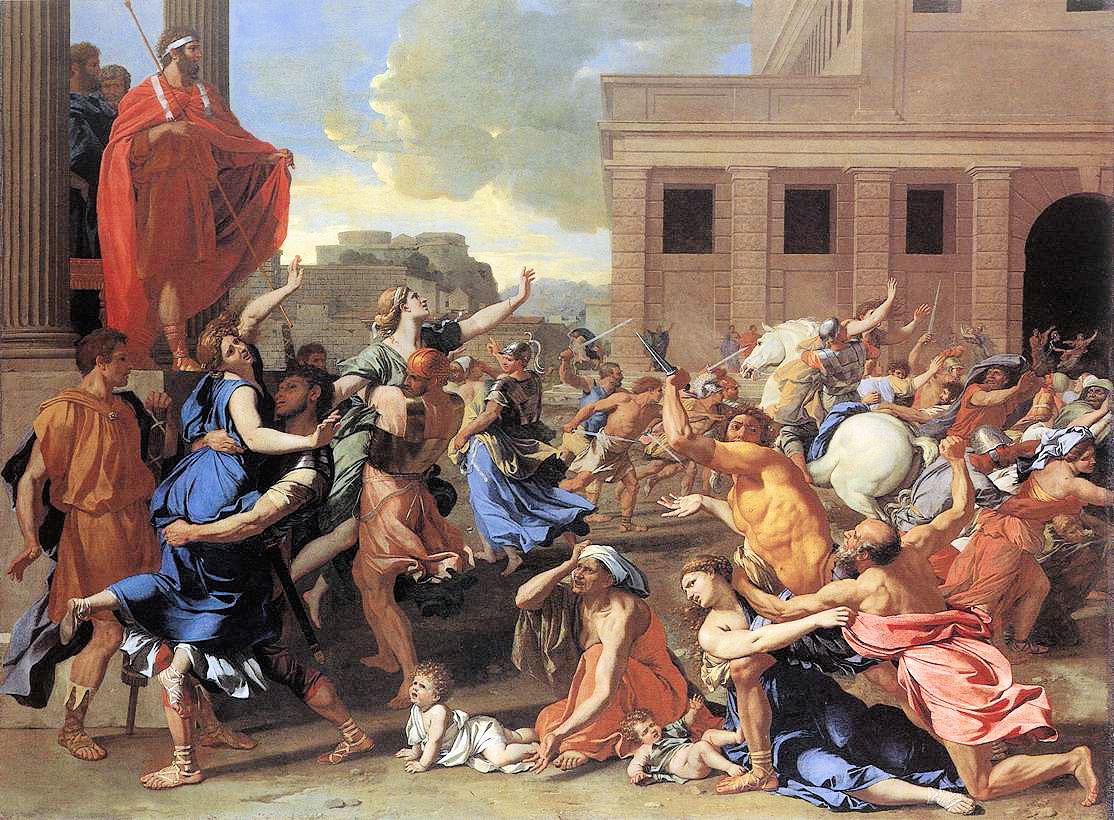
O rapto das sabinas, de Nicolas Poussin. O grupo à direita, na frente, é inspirado na composição do Gaulês Ludovisi

A escultura foi citada pela primeira vez em um inventário da coleção da família Ludovisi, datado de 2 de fevereiro de 1623, e havia sido encontrada pouco antes nos jardins da Villa Ludovisi. A área havia sido antes parte dos Jardins de Salústio na época antiga, e se mostrou uma rica fonte de esculturas gregas e romanas em escavações até o século XIX, tais como, por exemplo, o Trono Ludovisi.
Agora parte do acervo do Museu Nacional Romano, em Roma, a obra foi muito admirada e influente a partir do século XVII. Ela apareceu no conjunto de gravuras de esculturas romanas por François Perrier, em 1638, e foi classificada por Gérard Audran em 1683 como uma das esculturas da antiguidade que definiam o cânone das proporções ideais do corpo humano. Nicolas Poussin adaptou a figura para o grupo retratado do lado direito, à frente, de seu quadro O rapto das Sabinas, que hoje se encontra no Metropolitan Museum of Art. Talvez a atribuição a esse contexto se deva à própria descrição do inventário dos Ludovisi, que lista a escultura como de "um certo Mário que mata sua filha e a si mesmo", baseando-se na história de um patrício chamado Sexto Mário, que, procurando proteger sua filha da luxúria do imperador Tibério, havia sido acusado de cometer incesto com ela.
Giovanni Francesco Susini copiou o grupo em uma pequena peça de bronze. O mármore também foi copiado por François Lespingola para o rei francês Luís XIV, e pode ainda ser visto ao lado do grupo de Laocoonte na entrada do Tapis Vert no Palácio de Versalhes; o molde feito para a cópia foi mantido na Academia Francesa de Roma, onde ainda permanece. Os herdeiros dos Ludovisi proibiram a confecção de novos moldes, mas entre 1816 e 1819 o príncipe Luigi Boncompagni Ludovisi enviou moldes de gesso para o rei Jorge IV do Reino Unido, na época ainda príncipe regente, para o Grão-Duque da Toscana, o príncipe Metternich e para o diplomata no Congresso de Viena, Wilhelm von Humboldt.